# Hushpuppy
Un hush puppy (ou hushpuppy) est une sorte de beignet salé fait d'une petite boule frite de pâte à base de farine de maïs.
Les hushpuppies sont souvent servis en accompagnement de fruits de mer et d'autres aliments frits.

## Histoire
L'utilisation du maïs moulu dans la cuisine trouve son origine chez les Amérindiens, qui ont été les premiers à cultiver cette plante. Les cuisines Cherokees, Chicachas, Chactas, Creeks et Séminoles ont introduit l'un de leurs principaux produits de base dans la cuisine du Sud : le maïs, soit moulu en farine, soit chaulé avec un sel alcalin pour obtenir du hominy, selon une méthode amérindienne connue sous le nom de nixtamalisation. Le pain de maïs était populaire pendant la guerre de Sécession parce qu'il était peu coûteux et pouvait être fabriqué sous différentes formes et tailles. Il pouvait être façonné en pains moelleux ou simplement frit pour un repas rapide.

« Dans une mesure bien plus importante que quiconque ne le réalise, plusieurs des plats les plus importants dont vivent aujourd'hui les Indiens du Sud-Est sont les soul food consommés par les Sudistes noirs et blancs... Le pain de maïs bouilli des Indiens est présent dans la cuisine du Sud sous forme de dumplings de farine de maïs, ... et sous forme de hush puppies... »

Les hushpuppies sont fortement associés au Sud des États-Unis. Un championnat de hushpuppies est organisé chaque année à Lufkin, au Texas, et on les trouve également dans tous les États-Unis dans les restaurants servant des fruits de mer frits.

## Étymologie
Le nom est souvent attribué à des chasseurs, des pêcheurs ou d'autres cuisiniers qui faisaient frire un mélange basique de farine de maïs (qu'ils avaient peut-être pané ou enrobé de pâte à frire pour leur propre nourriture) et le donnaient à manger à leurs chiens pour « les faire taire » (hush puppies signifiant littéralement en français « faire taire les chiots ») D'autres légendes font remonter le terme à la guerre de Sécession, où des soldats confédérés auraient jeté du pain de maïs frit pour faire taire les aboiements de leurs chiens.

## Caractéristiques et préparation
Les ingrédients typiques d'un hushpuppy comprennent de la semoule de maïs, de la farine de blé, des œufs, du sel, du bicarbonate de soude, du lait ou du babeurre et de l'eau, et peuvent inclure de l'oignon, de la ciboule (scallion), de l'ail, du maïs à grains entiers et des poivrons. On utilise parfois de la pâte à crêpe. La pâte est bien mélangée, en ajustant les ingrédients jusqu'à ce qu'elle soit épaisse, et on la dépose une cuillerée à la fois dans l'huile chaude. Les petits pains sont frits jusqu'à ce qu'ils soient dorés et croustillants, puis refroidis. Les hushpuppies sont souvent servis avec des fruits de mer ou des aliments cuits au barbecue. Ils sont couramment préparés à la maison ou servis dans des restaurants annonçant des plats maison.